# Битва на Дрині
Битва на Дрині (серб. Bitka na Drini, серб. Битка на Дрини, нім. Schlacht an der Drina) — бойові дії австро-угорської та сербської армій у районі міста Лозница поблизу річки Дрина, що відбувалися у вересні 1914 року за роки Першої світової війни. Після першого невдалого вторгнення в Сербію, де Австро-Угорщина втратила 40 000 осіб, Оскар Потіорек, австро-угорський командувач Балканських сил (нім. Balkanstreitkräfte), розпочав новий наступ через річку Дрину на західному сербському кордоні. В ніч з 7 на 8 вересня після успішного форсування річки австро-угорські війська зупинилися перед потужними сербськими оборонними позиціями. Тим часом сербська армія була змушена припинити свій наступ на австрійський Срем та перегрупувати свої сили, щоб протистояти новій загрозі, в той час як на крайньому заході менші сили сербських і чорногорських військ просувалися в Боснію, захопивши Вишеград. На півдні австрійці зайняли Шабаць. 17 вересня в результаті проведеної сербами контратаки австрійці були відкинуті до Дрини, де обидві сторони перейшли до позиційної оборони.
Битва на Дрині вважається однією з найкривавіших битв Першої світової війни. Два австрійських корпуси зазнали втрату майже 30 000 осіб, а одна сербська дивізія зазнала 6 000 втрат.

## Історія
У першій половині вересня 1914 року Сербія провела обмежений наступ через річку Сава в австро-угорську область Срем силами 1-ї сербської армії. Головною метою наступальної операції визначалося зрив перекидання військ 2-ї австро-угорської армії на галицький фронт, проте мета була не досягнута, через те що війська були вже перекинуті на Східний фронт.
7 вересня австро-угорські війська розпочали наступ із заходу, через річку Дрина, силами 5-ї армії з Мачва, та 6-ї армії далі на південь. Початкова атака 5-ї армії була відбита сербською 2-ю армією, австро-угорці втратили 4 000 осіб, але сильнішій 6-ій армії вдалося форсувати річку, відкинувши підрозділи сербської 3-ї армії і закріпитися. Після того як деякі підрозділи 2-ї сербської армії були спрямовані для зміцнення 3-ї сербської армії, 5-ій австро-угорській армії, після нової атаки, також вдалося створити плацдарм. У той час, воєвода Путник вивів 5-ту сербську армію зі Срему і використовував її за для контратаки проти 6-ї армії. Спочатку контратака вдалась, але, на далі, відбулися криваві чотириденні бої за пік Мачков Камень гори Ягодна, в яких обидві сторони зазнали величезних втрат в наступних лобових атаках і контратаках. Дві сербські дивізій втратили близько 11 000 чоловіків, Австро-Угорщина зазнала втрат, ймовірно, на тому ж рівні.
Воєвода Путник наказав окопатися на навколишніх пагорбах, наступна позиційна війна тривала півтора місяця, яка була вельми несприятлива для сербів, через брак зброї, обмундирування і набоїв. В артилерії австро-угорці мали повну перевагу, через артобстріли і з інших причин серби щодня втрачали 100 вояків.
Протягом першого тижня позиційної війни, Сербська Ужицька армія (одна посилена дивізія) і Чорногорська Санджакська армія (приблизно дивізія) провели невдалий наступ в Боснії. Крім того, обидві сторони провели декілька локальних атак, більшість з яких зазнали нищівної поразки. В одній з таких атак, сербська армія використовувала мінну війну вперше: комбінована дивізія вирила тунелі під австро-угорськими траншеями (що були всього 20-30 метрів від них сербських на цій ділянці), встановили міни і підірвали їх.